# Хачатуров, Клим Антонович
Клим Антонович Хачатуров (27 июля 1940, Баку, Азербайджанская ССР, СССР) — советский футболист, нападающий.

## Карьера
Начинал карьеру в «Нефтянике» из Баку. В 1959 году выступал за махачкалинский «Темп». Далее играл в «Авангарде» из Харькова. После чего вернулся в Баку, а потом снова отправился в Харьков. В 1968 году перебрался в «Трактор» из Владимира.

## Стиль игры
Клим Хачатуров обладал хорошим рывком и дриблингом.